# 波恩角战役
1941年12月13日，第二次世界大战中的波恩角海战在靠近突尼斯波恩角附近爆发，由两艘意大利轻巡洋舰对抗盟军一支小型驱逐舰舰队。损失两艘巡洋舰是意大利皇家海军的一个严重挫败。

## 背景
对地中海控制权的争夺在意大利皇家海军和英国皇家海军之间展开，双方其他的军事力量需要通过船只进行支援。也因为马耳他作为英国控制的进攻基地，对在北非的德军和意军的补给来说，大海是一个危险的区域。没有马耳他，英国就不能切断意大利的护航运输并阻止对轴心国军队的补给。有时候，需求高到足以使轴心国和盟军双方使用军舰进行运输。
当意大利于1940年宣战时，其拥有世界上规模最大的海军之一，但其力量被限制于地中海。同时，大英帝国拥有足够的资源和海军力量在此地区维持一个强大的势力并仅仅通过重新部署舰只就抵消了大部分损失。这导致意大利统帅部趋向于谨慎的避免冲突。
雷达系统和破译意大利海军密码为英国海军超越意大利皇家海军提供了进一步的贡献。

## 战斗
安东尼奥·托斯卡诺海军少将指挥的意大利第4巡洋舰艇分队，由两艘達·裘薩諾（Da Giussano）级轻巡洋舰阿爾貝托·達·裘薩諾（Alberto da Giussano）号和阿爾貝里科·達·巴比亞諾（Alberico da Barbiano）号和天鹅（Cigno）号鱼雷艇组成，从巴勒莫驶往的黎波里，运输急需补给的飞机燃料（大约2000吨）。驻扎在利比亚的战斗机非常需要燃料，由于空间有限，迫使船员将储存罐放置在船只的甲板上。
与此同时，由4艘驱逐舰（锡克HMS Sikh号，毛利HMS Maori号，军团HMS Legion号和荷兰驱逐舰Hr. Ms. Isaac Sweers号）组成的英国第4驱逐舰队在G·H·斯托克斯（G. H. Stokes）司令官的指挥下正驶往亚历山大港加入地中海舰队。
儘管英国舰队被一架意大利飞机侦察后发现，但意大利皇家海军司令部断定英国人无法在第4巡洋舰队通过之前到达波恩角。然而，英军通过破译机构截取了信号，命令他们的驱逐舰前往拦截轴心国巡洋舰。
12月13日凌晨3：25分，两军在波恩角附近遭遇。盟军利用黑暗的掩护并使用雷达到达对方背后，突袭了他们的对手，发射鱼雷并在近距离开火。達·裘薩諾号在战役中仅进行了三次齐射。两艘意大利巡洋舰被击沉，阿爾貝里科·達·巴比亞諾号成为了一处高耸的地狱。在和荷兰的驱逐舰Isaac Sweers进行了一场短暂的遭遇战之后，天鹅号拯救了500名幸存者，同时其他人到达海滩或随后被意大利鱼雷艇救起。戰役造成意軍包括舰队司令托斯卡诺在內的超过900人喪生。整个战役仅仅持续了五分钟。